# Obrium circunflexum
Obrium circunflexum är en skalbaggsart som beskrevs av Martins och Maria Helena M. Galileo 2004. Obrium circunflexum ingår i släktet Obrium och familjen långhorningar. Inga underarter finns listade i Catalogue of Life.